# Terror nadalenc

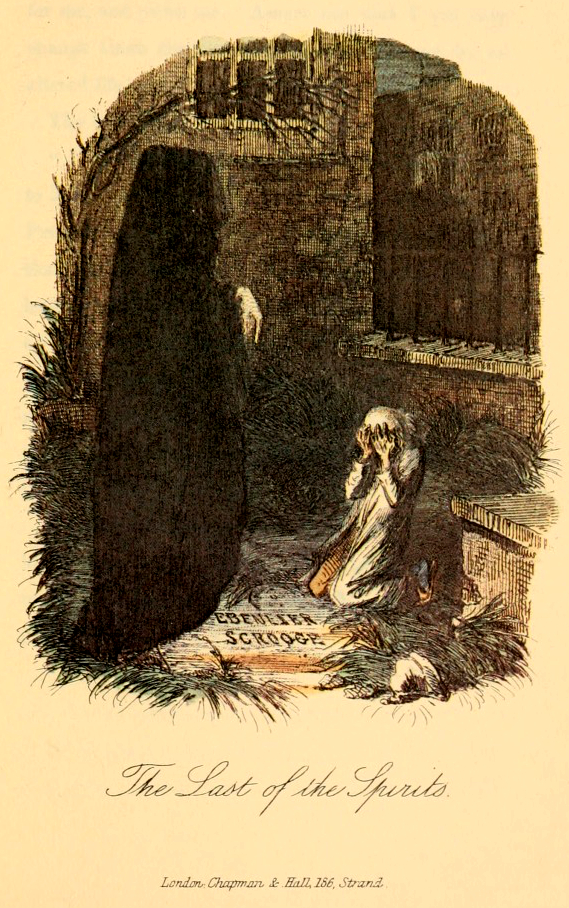
El fantasma dels Nadals futurs atemorint Ebenezer Scrooge a Cançó de Nadal de Charles Dickens.

El terror nadalenc és un gènere de ficció (literari i cinematogràfic, entre d'altres) que incorpora elements del terror en el context de Nadal.

## Història

### Literatura
En térmens literaris, aquest gènere pertany a una llarga tradició al Regne Unit, que comença amb les celebracions prehistòriques del solstici d'hivern. Segons The Hollywood Reporter, abans s'entenia el solstici com la mort de l'hivern prèvia al renaixement de la primavera; en aquest sentit, la revista va citar l'obra dramàtica Conte d'hivern de William Shakespeare, datada del 1623, com a precursora del gènere.
La novel·la Cançó de Nadal de Charles Dickens, publicada el 1843, és un dels primers exemples del gènere del terror nadalenc, ja que, en paraules del British Film Institute, «va vincular per sempre més la temporada festiva [de Nadal] al gènere [del terror]». De fet, Dickens mateix va escriure altres històries de fantasmes ambientades en les vacances d'hivern, com ara el conte «The Signal-Man» (1866).
Al principi de la dècada del 1900, Montague Rhodes James solia escriure històries de fantasmes per a llegir-les en veu alta als seus amics per Nadal com a entreteniment. Així mateix, el 1954, l'editorial de còmics estatunidenca EC Comics va publicar una edició de la seva sèrie Vault of Horror titulada «...And All Through the House», en què apareixia un assassí vestit de Pare Noel.

### Cinema
El terror és present en les pel·lícules de temàtica nadalenca des de l'inici de la dècada del 1900. Alguns exemples pioners d'aquest fenomen són Notx pered Rojdestvom (1913) de Ladislas Starewitch, Körkarlen (1921) de Victor Sjostrom i L'Assassinat du père Noël (1941) de Christian-Jaque.
A la dècada del 1970, la BBC va emetre anualment un telefilm de la sèrie A Ghost Story for Christmas, basada en els contes de Montague Rhodes James. Més tard, a l'inici de la dècada del 2000, la cadena va produir Christopher Lee's Ghost Stories for Christmas, en què Christopher Lee interpretava al mateix M. R. James llegint les seves històries en veu alta, i després una reversió de A Ghost Story for Christmas.
El gènere cinematogràfic es va desenvolupar com a tal a la dècada del 1970 i va generar molta controvèrsia. Els primers exemples moderns del cinema de terror nadalenc són Qui va matar la tieta Roo? (1971) i Silent Night, Bloody Night (1972). Després es va estrenar Tales from the Crypt (1972), adaptació de «...And All Through the House» d'EC Comics, que es va convertir en la primera pel·lícula a presentar un assassí vestit de Pare Noel. Poc després va sortir Black Christmas (1974), que es consolidaria com a clàssic influent del gènere en qüestió i que generalment es considera una de les influències de la renomenada Halloween (1978). El terror nadalenc es va esvair del cinema en un període d'abundants pel·lícules slasher que va del final dels anys 70 al principi dels 80; tanmateix, es va reviscolar amb Gremlins (1984) i Silent Night, Deadly Night (1984), i va durar des del final dels anys 80 fins almenys el final dels 2010.

## Convencions
El terror nadalenc normalment juxtaposa elements del terror amb l'ambientació de Nadal, caracteritzada en l'imaginari col·lectiu per la pau i la bondat. Es distingeix dins dels subgèneres del terror per un ambient nadalenc carregat de nostàlgia, que consta sovint de neu, decoracions festives, música típica de la temporada, llums esplendents i nadales; tots això serveix per a evocar en l'espectador una sensació de pau abans de fer-lo sentir por.
Algunes novel·les i pel·lícules de terror nadalenc es basen en elements de terror de contes de Nadal tradicionals. Per exemple, és el cas de Krampus i Perchta a l'Europa Central i Gryla en el folklore islandès, que castiguen els malfactors, de vegades en cooperació amb el Pare Noel; també el dels Kallikantzaroi del sud-est d'Europa, que provoquen el caos general durant aquesta festivitat. En el gènere abunden els assassins que es disfressen de Pare Noel, mentre que s'ha tractat poc la idea que sigui el Pare Noel real qui cometi violència.